# Jill Dando
Jill Wendy Dando est une journaliste britannique née le 9 novembre 1961 à Weston-super-Mare (Somerset, Angleterre) et morte à Fulham (Londres) le 26 avril 1999.

## Biographie
Jill Dando est née le 9 novembre 1961 à Weston-super-Mare.

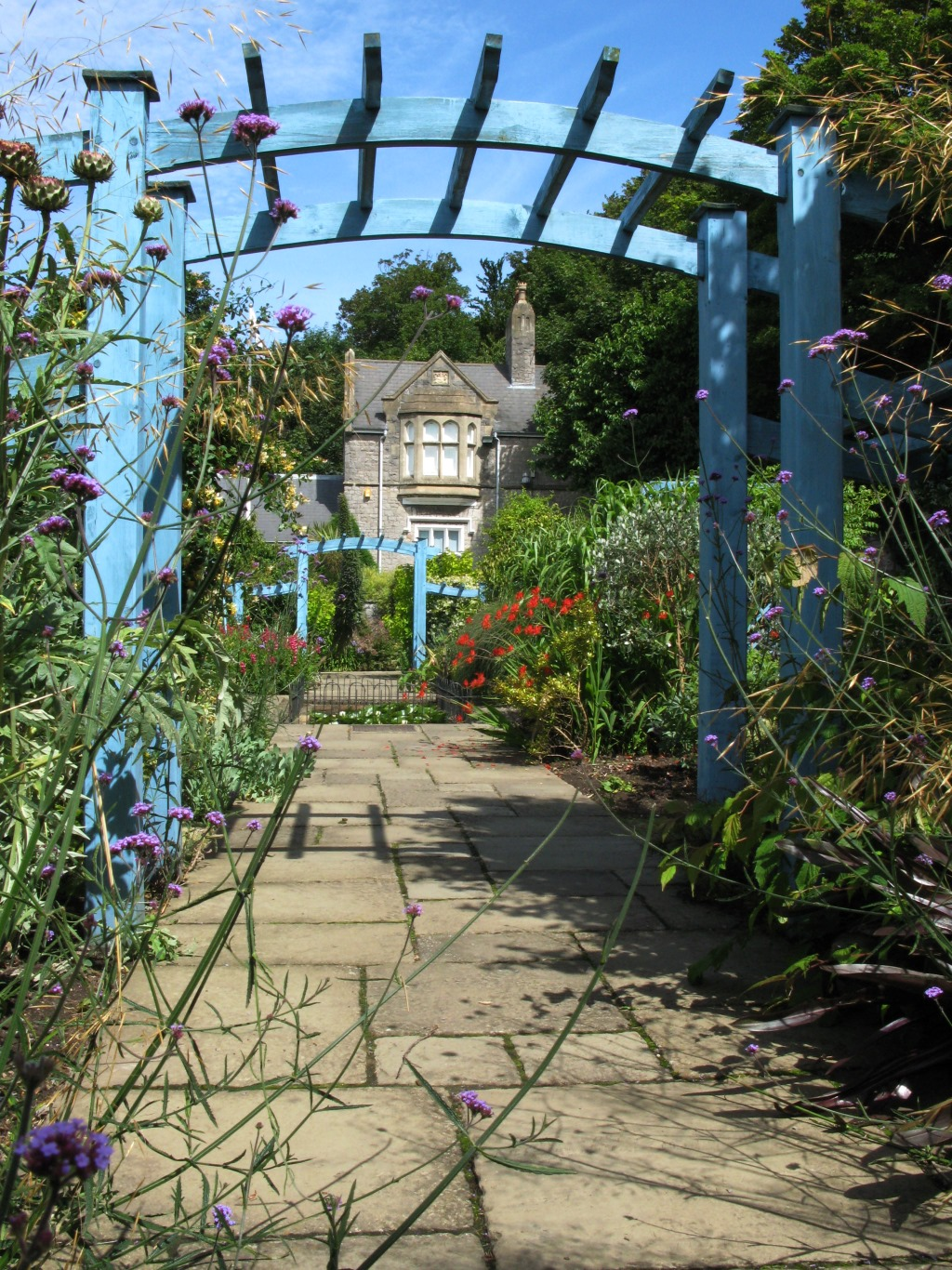
Le Dando's garden à Weston-super-Mare.

Elle fait des études de journalisme.

### Carrière
Jill Dando travaille pendant cinq ans pour le journal Weston Mercury. Elle est engagée en 1985 par la BBC et officie dans ses antennes provinciales BBC radio Devon puis BBC South West. En 1987, elle travaille pour ITV ; l'année suivante, elle intègre les programmes nationaux de la BBC où elle présente les informations dans les « on-the-hour-bulletins ». Elle devient présentatrice du programme de chroniques d'actualités Breakfast Time en 1988-1989. En 1995, elle présente Crimewatch, un magazine sur des affaires criminelles non résolues.

### Meurtre
Elle est assassinée devant sa porte à Fulham (Londres) le 29 avril 1999 d'une balle de 9 mm tirée dans sa tempe gauche sur le perron de sa maison. Ses bras et avant-bras portent des contusions et sa tête porte la marque de la bouche du canon d'une arme à feu. Le meurtrier, identifié comme un homme blanc portant un manteau trois-quarts et conduisant une Range Rover bleue, n'est jamais identifié.
Son meurtre choque le pays et fait l'objet d'une couverture médiatique importante.

### Vie personnelle
Jill Dando est chrétienne baptiste.

## Enquête
Barry George (en) est accusé du meurtre de Jill Dando. Déjà condamné pour tentative de viol et attentat à la pudeur, il est considéré comme un marginal au comportement obsessionnel envers les femmes et est placé sous surveillance par la police. Initialement déclaré coupable du meurtre, il est finalement acquitté le 1er août 2008 par le jury du tribunal du Old Bailey.
Plusieurs hypothèses sont envisagées pendant l'enquête, y compris le fait que le meurtre soit l’œuvre d'un tueur professionnel, d'un loup solitaire ou d'un activiste serbe .